# A Dash Through the Clouds
A Dash Through the Clouds è un cortometraggio muto del 1912 diretto da Mack Sennett.
Dovendo girare delle scene di aviazione, Sennett preferì usare dei veri aviatori, così nel film tra gli interpreti appare anche il nome di Phil Parmalee, uno dei primi aviatori americani: addestrato dai fratelli Wright, all'epoca era una gloria nazionale. Poco tempo dopo le riprese, il pilota sarebbe morto in un incidente e il film è diventato un documento che conserva la sua immagine.

## Trama
Durante una passeggiata, Martha e Arthur trovano un pilota atterrato su un campo con il suo biplano. L'aviatore li invita a fare un giro in mezzo alle nuvole ma, mentre Arthur rifiuta, Martha accetta tutta eccitata, provocando la gelosia del suo corteggiatore.

## Produzione
Il film fu prodotto dalla Biograph Company e venne girato in California, a Culver City.

### Cast
Phillip Parmalee (1887–1912) - Aviatore, era entrato nel team dei fratelli Wright, ottenendo record di velocità e di resistenza. Fu il primo pilota a sganciare una bomba da un aereo. Morì a soli 25 anni, poco dopo le riprese del film, il 1º giugno 1912 a North Yakima, nello stato di Washington.

## Distribuzione
Distribuito dalla General Film Company, il film - un cortometraggio in una bobina - uscì nelle sale cinematografiche USA il 24 giugno 1912. Nelle proiezioni, veniva programmato con il sistema dello split reel, accorpato in un'unica bobina con un altro cortometraggio prodotto dalla Biograph, la comica The New Baby. Il 22 agosto di quello stesso anno, venne distribuito anche nel Regno Unito dalla Moving Pictures Sales Agency.
Copie della pellicola sono conservate negli archivi del George Eastman Museum, della Library of Congress, nella collezione privata di Richard M. Roberts e in quella di Robert Arkus.